# Personaggi del mondo di Vango
Qui è presente una lista dei personaggi principali e secondari che fanno parte del mondo dei due libri della saga di Vango (Vango, tra cielo e terra e Vango, un principe senza regno) scritti da Timothée de Fombelle.

## Personaggi Principali
- Vango Romano: protagonista dei libri, ragazzo russo figlio di Georgij Aleksandrovič Romanov.
- Ethel: ragazza e nobile scozzese, fidanzata di Vango
- Mademoiselle: bambinaia di Vango nonché unica sopravvissuta (con Vango) al massacro di Georgij e di sua moglie.
- Padre Zefiro: monaco, abate del monastero invisibile sull'isola di Arkudah. È in conflitto con il criminale Voloï Viktor perché, essendo stato il suo confessore e l'unico che conosce il suo vero volto, è l'unico che può catturarlo.
- La Talpa: figlia degli Atlas, cara amica di Vango e componente essenziale della resistenza.
- Volöi Viktor: contrabbandiere d'armi, più grande criminale europeo, vuole la morte di Zefiro (e perciò anche quella di Vango) perché è l'unico da cui potrebbe essere smascherato.
- Andrei Ivanovič Ulanov: violinista russo, fidanzato con La Talpa.
- Giovanni Valente Cafarello: con lo pseudonimo O'Cafarell (conosciuto anche come "l'Irlandese"), è l'uomo che ha assassinato i genitori di Vango e che quest'ultimo sta cercando disperatamente di trovare per vendicarsi.

## Personaggi Secondari
- Hugo Eckener: comandante di dirigibili e amico di Vango.
- Commissario Boulard: commissario di Parigi, prima inseguitore e poi complice di Vango.
- Madame Boulard: madre ottantasettenne del commissario Boulard, con l'aiuto della Talpa, cercherà di proteggere il figlio
- Iosif Stalin: dittatore della Russia e inseguitore di Vango (che lui chiama con il nome in codice "l'uccello")
- Setanka Stalin: figlia di Iosif Stalin